# Сусько, Яков Егорович
Я́ков Его́рович Сусько́ (1917—2002) — участник Великой Отечественной войны, командир эскадрильи 996-го штурмового авиационного полка 224-й штурмовой авиационной дивизии 8-го штурмового авиационного корпуса 8-й воздушной армии 4-го Украинского фронта, капитан. Герой Советского Союза.

## Биография
Родился 18 марта 1917 года в селе Чернявка Климовичского уезда Могилёвской губернии, ныне деревня Чернявка Хотимского района Белоруссии.
С 1935 года — в Ленинграде, в 1937 году был направлен в Чкаловское военное авиационное училище, которое окончил в 1940 году, где и работал лётчиком-инструктором. Член ВКП(б)/КПСС с 1940 года.
В Великую Отечественную войну — с 1943 года, на Западном, Брянском, 1-м и 4-м Украинских фронтах. Участник Курской битвы, освобождения Украины, Венгрии, Чехословакии. Командир эскадрильи штурмового авиаполка Я. Е. Сусько осуществил 141 боевой вылет, уничтожил около 30 вражеских танков, 120 автомашин, 25 пушек, 27 миномётных батарей, 2 паровоза, 45 вагонов, 2 железнодорожные станции, 11 самолётов на аэродромах.
После войны окончил Воронежскую областную партшколу и педагогический институт (1949), а также Высшую дипломатическую школу (1952). До 1946 года находился в Советской Армии, до 1978 года — на дипломатической работе в Югославии, Уганде, Ираке. Ему присвоен ранг Чрезвычайного и полномочного посланника 1-го класса СССР.
Жил в Москве. Умер 25 февраля 2002 года, похоронен в Москве на Троекуровском кладбище (участок № 4).

## Награды
- Звание Героя Советского Союза присвоено 29.6.1945 года.
- Награждён орденом Ленина, тремя орденами Красного Знамени, орденами Отечественной войны 1-й степени, Александра Невского и медалями.